# Паспорт вакцинаций

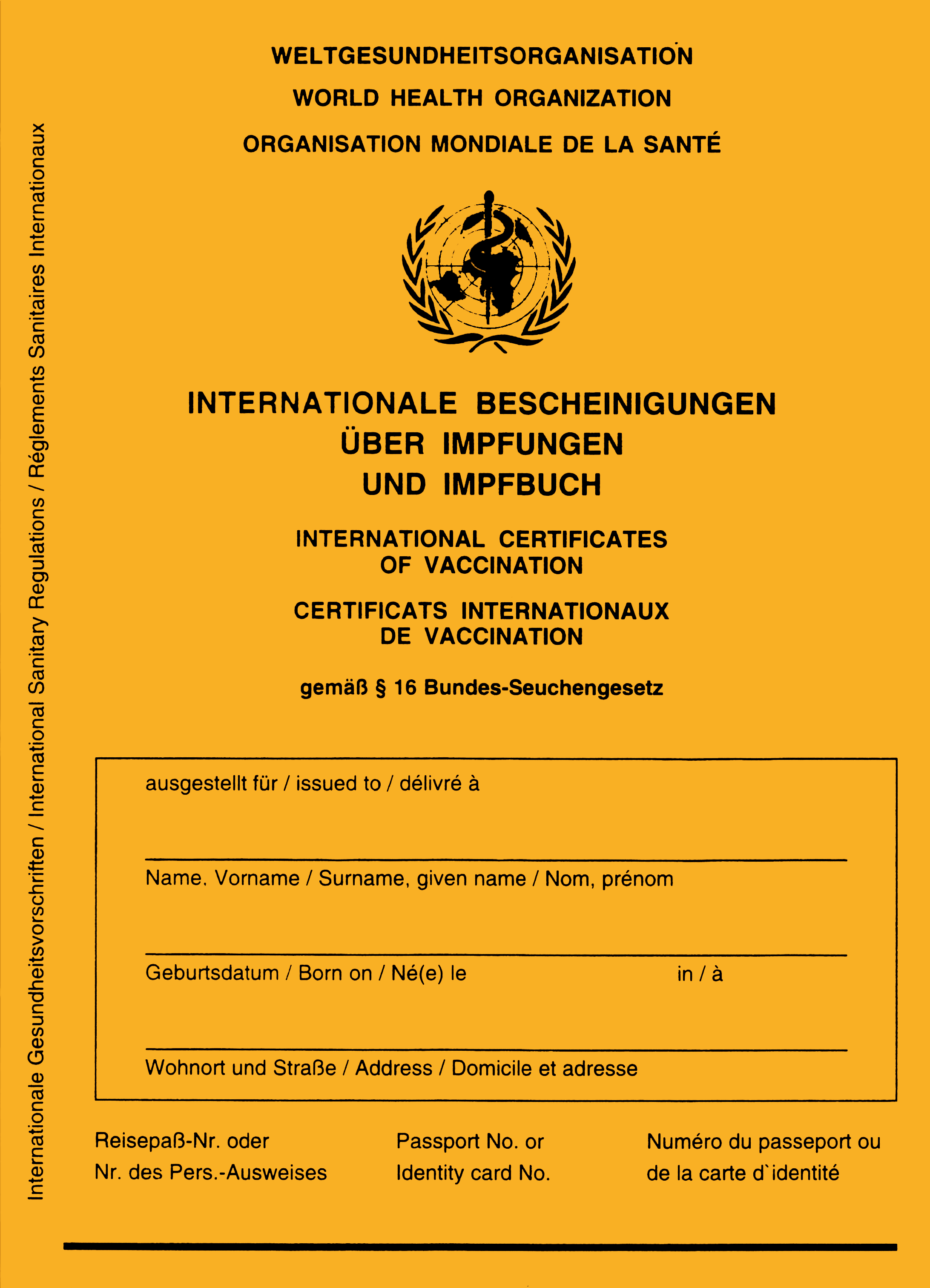
Пример незаполненной обложки международного свидетельства о вакцинации, принятого в Германии.

Международное свидетельство о вакцинации или ревакцинации против желтой лихорадки, ставшее прообразом современного международного свидетельства о вакцинации.

Паспорт вакцинаций, или паспорт прививок (англ. Certificate of Vaccination, нем. Impfpass), или сертификат о профилактических прививках — документ, в котором регистрируются данные о пройденной вакцинации (вакцинация, когда и кем проведена).
Данный документ представляет собой Международное свидетельство о вакцинации или профилактике (англ. International Certificate of Vaccination), выполненное по стандартам Всемирной организации здравоохранения в соответствии с международными медико-санитарными правилами. Действующая форма свидетельства установлена приложением 6 к ММСП с 2005 года, взамен установленному в 1969 году. Свидетельство требуется для документального подтверждения вакцино- или химиопрофилактики проводимой по эпидемиологическим показаниям в случаях посещения территории (или стран), где распространены опасные инфекции (неблагополучные по ним) для недопущения их распространения, в том числе для подтверждения на госгранице карантинного контроля в целях санитарной охраны территорий государств от завоза инфекционных заболеваний.

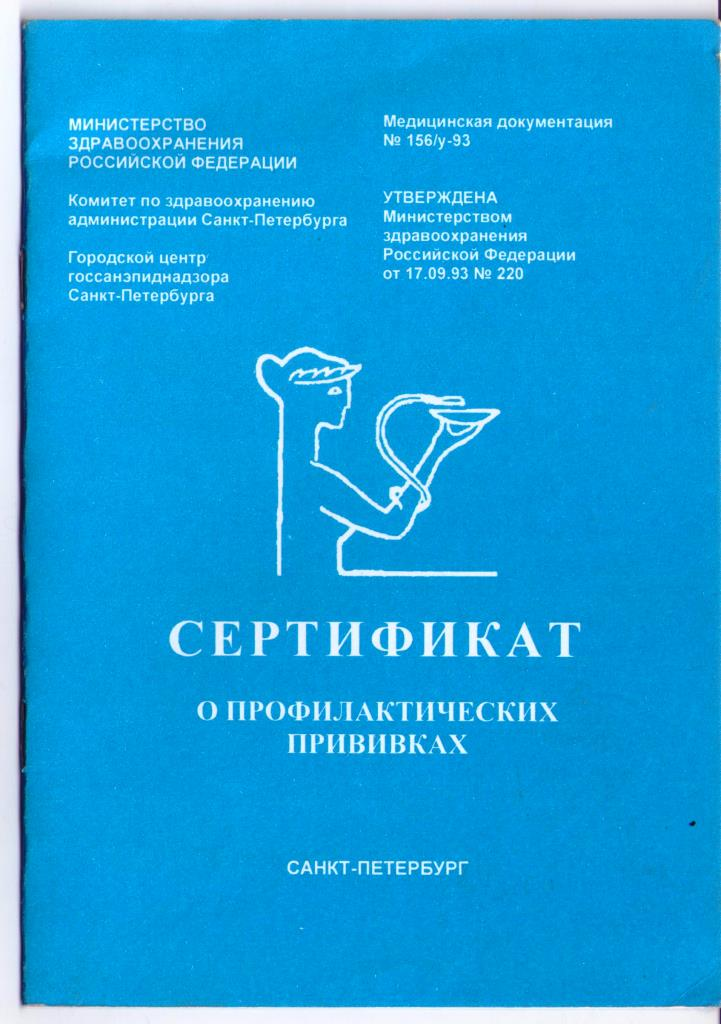
Пример обложки сертификата о профилактических прививках, которые выдавались при вакцинации от COVID-19, г. Санкт-Петербург, 2021 г.

В ряде стран могут быть и национальные формы документа. Так, в России существует «Сертификат о профилактических прививках» (форма № 156/у-93) в виде небольшой брошюрки, утверждённый приказом Минздрава РФ от 17.09.1993 № 220 «О мерах по развитию и совершенствованию инфекционной службы в Российской Федерации». Предусмотрен статьями 1 и 17 федерального закона от 17.09.1998 г. № 157-ФЗ «Об иммунопрофилактике инфекционных болезней». В свидетельство о профилактических прививках, в частности дублируется информация о проведённой вакцинации из карты профилактических прививок (форма 063-у) заполняемой и хранимой в медицинской организации по месту территориального обслуживания (проведения вакцинации). Свидетельство служит для удостоверения о проведённой иммунизации граждан в сторонних организациях в случаях, когда это необходимо (при отсутствии свидетельства у гражданина, в каждом случае может потребоваться получение справки из медицинской организации).
В России сведения о вакцинации от некоторых инфекций (к примеру дизентерии у работников водоснабжения и организаций связанных с пищевыми продуктами и питанием населения) вносятся также в личные медицинские книжки работников, допуск на работу которых возможен только при наличии соответствующей профилактической прививки, также рассматривается перевод их в электронную форму.
В связи с пандемией COVID-19, в 2020-х годах активизировался вопрос связанный с выдачей сертификатов (свидетельств, паспортов) о вакцинации, а также с разработкой электронных версий, для лиц которые прошли курс вакцинации против него или приобрели иммунитет после переболевания. Паспорта вакцинации против COVID-19 вызвали протесты в мире.